# Splügenpasset
Splügenpasset (italienska Passo dello Spluga, tyska: Splügenpass, rätoromanska: Pass dal Spleia, Pass dal Splegia) är ett bergspass i Schweiz, på gränsen till Italien.   Det ligger i regionen Viamala och kantonen Graubünden, i den sydöstra delen av landet, 150 km öster om huvudstaden Bern. Splügenpasset ligger 2 113 meter över havet.